# Californische boomkikker
De Californische boomkikker (Hyliola cadaverina) is een klimmende kikker uit de familie boomkikkers (Hylidae).

## Naam
De soort werd voor het eerst wetenschappelijk beschreven door Edward Drinker Cope in 1866. Oorspronkelijk werd de wetenschappelijke naam Hyla nebulosa gebruikt. De soort werd lange tijd tot het geslacht Hyla gerekend. De soort stond lange tijd bekend onder de wetenschappelijke naam Hyla cadaverina.

## Uiterlijke kenmerken
De maximale lichaamslengte is ongeveer 5 centimeter, de mannetjes blijven kleiner dan de vrouwtjes. De kikker heeft een enigszins gedrongen en padachtig uiterlijk. De lichaamskleur is erg variabel; bovendien kan deze soort van kleur veranderen. Meestal is de kleur lichtbruin tot groengrijs, maar ook zeer donkerbruine tot zwarte exemplaren komen voor. Op de rug en poten zitten donkere en grillige vlekken die op een luipaard-tekening lijken en de huid is erg ruw en wrattig. Er is meestal geen donkere oogvlek aanwezig, andere boomkikkers met een overlappend verspreidingsgebied hebben deze vaak wel.

## Verspreiding en habitat
De Californische boomkikker leeft in de Verenigde Staten in het zuidoostelijke deel, en houdt van rotsige, bergachtige streken rond meertjes en poeltjes. Liefst met permanente en stille wateren met enige begroeiing zowel onder water als langs de oevers, waar de kikker in kan schuilen en jagen. Deze soort heeft een overlappend verspreidingsgebied met een andere soort uit dit geslacht, de Pacifische boomkikker (Hyliola regilla). Deze twee soorten worden vrijwel nooit langs hetzelfde water aangetroffen.

## Levenswijze
Het is een nachtactieve soort die zich overdag verstopt tussen stenen en onder bladeren in de struiken. Het voedsel bestaat uit allerlei geleedpotigen; spinnen, duizendpotigen en insecten. De kikkervisjes eten voornamelijk dood en plantaardig materiaal. De eitjes worden een voor een vastgemaakt aan onderwaterplanten en -takken. Bij bedreiging springt de boomkikker in het water, maar het dier is niet erg geduldig en komt vaak snel weer naar de waterkant in plaats van zich lange tijd op de bodem te verstoppen.